# Фрегаты типа «Ривер»
Фрегаты типа «Ривер» (англ. River class frigate) — британские фрегаты времён Второй мировой войны, участвовавшие в активных боевых действиях с 1941 по 1944 год, сопровождавшие конвои в Северной Атлантике и боровшиеся с субмаринами стран Оси. Всего на воду был спущен 151 фрегат данного типа. Служили в ВМС Великобритании и её доминионах, а также ВМС США, Дании, Норвегии, Франции и других стран. После войны некоторые из них были затоплены специально для строительства молов, другие были переделаны в корабли других классов (например, «Стормонт» был переоборудован в яхту «Кристина О»). Серия получила обозначение «Ривер» («Река»): все её единицы несли названия рек Великобритании — страны, реками не богатой, а поскольку число судов приближалось к сотне, использовались имена даже совсем небольших рек.

## История создания
Немецкая оккупация Франции и Норвегии весной 1940 года обеспечивала базы на атлантическом побережье, значительно расширяя зоны действия германских подводных лодок. Чтобы перехватить всплывшую подводную лодку, кораблю эскорта необходима скорость в открытом море около 20 узлов. Корветы типа «Флауэр» такой способностью не обладали. 27 ноября 1940 года Первый морской лорд созвал конференцию, чтобы решить, какой корабль должен быть построен.
В результате пришли к выводу, что необходим мореходный корабль со скорость около 22 узлов в нормальном грузу, дальностью хода 3500-4000 миль, малым радиусом поворота, простой силовой установкой, удобной в обслуживании, вооруженный одним-двумя 102-мм универсальными орудиями, двумя Пом-помами, двумя Oerlikon с простым управлением огнем, четырьмя бомбомётами и двумя бомбосбрасывателями, asdics (любого типа) и радар, трал для борьбы с акустическими минами и небольшой экипаж. Расчёты показали, что корабль получается водоизмещением 1500 тонн, длиной 320 футов, с мощностью порядка 12 000 л. с., но дополнительных мощностей для производства турбин не хватало, дизельные двигатели имели недостаточную агрегатную мощность, паровые машины такой мощности не подходили по массо-габаритным характеристикам. Кроме того, многие строители корветов не имели опыта работы с турбинами, и их строительные верфи были недостаточно длинными для такого корабля. Были разработаны два альтернативных варианта, с вооружением аналогичным с модернизированными бывшими американскими флешдекерами. Первый вариант имел водоизмещение 1270 тонн и имел двойную силовую установку от корветов Флауэр, второй вариант имел силовую установку от шлюпов типа Black Swan мощностью 4300 л. с. и водоизмещение 1030 тонн. Оба варианта имели скорость 20 узлов. Дальность на экономической скорости не менее 4000 миль. Минимальное вооружение предполагалось две универсальные четырёхдюймовки и шесть «эрликонов» — два спаренных и два одиночных. Главным вооружением должны были стать 100 глубинных бомб в большим количеством бомбосбрасывателей.
Кроме того флот хотел технику быстро осваиваемую неопытными экипажами.
Учитывая потребность в кораблях эскорта можно было модернизировать флешдекеры, но руководство флота соглашалось на вывод из стоя кораблей на ремонт и переоборудование не более чем на восемь недель. За это время удалось полностью переоборудовать только три корабля. Строительство новых кораблей было единственный решением. Первый вариант удовлетворял всем требованием, кроме достижения скорости 22 узла, Директор по военно-морскому строительству его и утвердил. Семь фирм, из тех которые строили корветы типа «Flower», признали способными строить новые корабли и им были отправлены чертежи.

## Конструкция

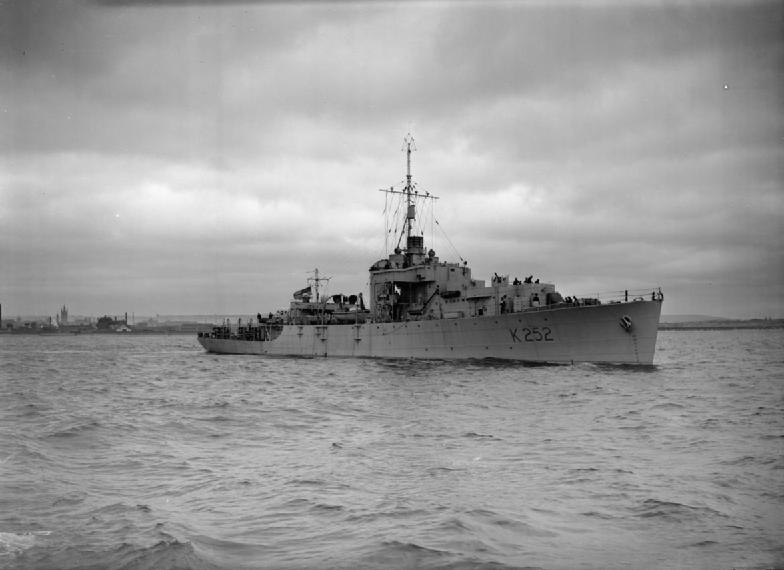
Helford в 1943 году

Автором проекта является морской инженер Уильям Рид. По его проекту, эти фрегаты должны были бороться с подлодками примерно так же эффективно, как шлюпы типа «Блэк Суон» благодаря своей скорости, низкой цене строительства и высокой технологичности (как у корветов «Флауэр»). Теоретические обводы были заимствованы у шлюпов типа «Блэк Суон», но более квадратные в миделе и с большими скуловыми килями, фактически получился упрощённый вариант шлюпов с ослабленным артиллерийским вооружением. Конструкция этих фрегатов стала основой для американских фрегатов типа «Такома», а также британских новых фрегатов типов «Лох» и «Бэй» (Озеро и Бухта). Корабли неоднократно модифицировались и разделились на несколько классов в КВМС Великобритании и Австралии. Фрегаты типа «Ривер» создавались по нормам гражданского судостроения, но их корпус имел более привычные для военного корабля очертания, а его удлинение возросло с 6 до 8 по сравнению с корветами типа «Флауэр». При этом технология производства, как и в случае с корветами, максимально приспосабливалась для изготовления на верфях, не имеющих опыта постройки военных кораблей. Первые 24 корабля английской постройки, кроме противолодочного вооружения, несли тральное вооружение. На последующих кораблях оно отсутствовало, а запас топлива был увеличен с 440 до 646 дл. тонн.

### Энергетическая установка

#### Главная энергетическая установка
Главная энергетическая установка включала в себя два трёхколлекторных Адмиралтейских котла с пароперегревателями и две паровые машины (фактически удвоенная ЭУ корветов типа «Флауэр»).

#### Дальность плавания и скорость хода
Проектная мощность составляла 5500 л. с., что должно было обеспечить скорость хода (при полной нагрузке) в 20 узлов.
Запас топлива хранился в топливных танках, вмещавших 440 (на первых 24) или 646 (остальные) дл. т мазута, что обеспечивало дальность плавания 7300 миль 12-узловым ходом при запасе 440 тонн и 7500 миль 15-узловым ходом при 646.
У них было два турбогенератора мощностью 70 кВт и один дизельный генератор мощностью 50 кВт.

### Вооружение
1-я и 2-я группы имели вооружение из двух полууниверсальных 102-мм/40 (4 inch Mk XIX) углы вертикальной наводки от −10° до +60°, 4×2 или 6×1 — 20-мм, РБУ «Хеджхог», 4 бомбомётов и двух бомбосбрасывателей (126—150 ГБ).
В ходе службы усилено зенитное вооружение: число «эрликонов» увеличили до 10—12.
Фрегаты 3-й группы строились в Канаде отличались от более ранних кораблей заменой двух полууниверсальных 102-мм/40 орудий на одну спаренную 102-мм/45 зенитную установку в носу и 76-мм зенитку в корме (последняя ставилась не на всех кораблях) и 2×2 и 2×1 — 20-мм.
В 1945 году многие фрегаты 2-й группы вместо двух одинарных 102-мм/40 установок получили одну 102-мм/45 спарку.

## Служба
Всего за годы войны был спущен на воду 151 фрегат для семи ВМС: Великобритании, Австралии, Канады, Франции, Новой Зеландии, США и ЮАР. Непосредственно в ходе боевых действий в годы Второй мировой войны затонуло как минимум 10 кораблей. В послевоенные годы во время Суэцкого кризиса затонули ещё 2 корабля.
| Фрегат           | Дата             | Причина гибели |
| ---------------- | ---------------- | --- |
| HMS Lagan        | 20 сентября 1943 | Торпедирован немецкой субмариной U-270, добрался до порта и был там затоплен                                       |
| HHMS Itchen      | 23 сентября 1943 | Торпедирован немецкой субмариной U-666, затонул на месте                                                           |
| HMS Cuckmere     | 11 декабря 1943  | Торпедирован немецкой субмариной U-223 близ Алжира, добрался до порта и был там затоплен                           |
| HMS Tweed        | 7 января 1944    | Торпедирован немецкой субмариной U-305, затонул на месте                                                           |
| HMCS Valleyfield | 7 мая 1944       | Торпедирован немецкой субмариной U-548, затонул на месте                                                           |
| HMS Mourne       | 15 июня 1944     | Торпедирован немецкой субмариной U-767, затонул на месте                                                           |
| HMS Cam          | 18 июля 1944     | Подорвался на мине                                                                                                 |
| HMCS Chebogue    | 4 октября 1944   | Торпедирован немецкой субмариной U-1227 во время сопровождения конвоя ONS-33, добрался до порта и был там затоплен |
| HMCS Magog       | 14 октября 1944  | Торпедирован немецкой субмариной U-1223, сопровождая конвой ONS-33G, добрался до порта и был там затоплен          |
| HMS Teme         | 29 марта 1945    | Торпедирован немецкой субмариной U-315, добрался до порта и был там затоплен                                       |